# Августин Триумфус
Августин Триумфус (лат. Augustinus Triumphus или Agostino Trionfo) или Августин Анко́нский (лат. Augustinus de Ancona или Agostino d’Ancona; 1243 год, Анкона — 1328 год, Неаполь) — средневековый итальянский монах-августинец, богослов и политический деятель, видный апологет папства.
Его ставят рядом с другим защитником папской власти — испанским богословом Alvarus Pelagius.

## Биография и карьера
Родился в благородной семье в Анконе. В 18 лет, в 1261 году вступил в орден августинцев; был послан орденом в Парижский университет для слушания лекций Фомы Аквинского. По возвращении стал профессором богословия в университете.
Участвовал во Втором лионском соборе (1274), там был приглашён Франциском Каррарским (Francesco da Carrara) в Падую; затем находился при дворе неаполитанского короля Карла II (1284—1309) и Роберта (1309—1313).
Участвовал в создании нескольких монастырей в Калабрии. Из многочисленных его сочинений главным считается «Сумма о церковной власти» — трактат, посвящённый Иоанну XXII. В нём Августин отстаивает папскую власть, как единственную власть, данную Богом, и от которой должны зависеть все прочие власти.

## Сочинения
- «Трактат против обвинений, выдвинутых с целью опорочить Бонифация VIII» в конфликте с французским королём Филиппом IV Красивым (Tractatus contra articulos inventos ad diffamandum Bonifacium VIII);
- трактат в защиту Ордена тамплиеров «Краткий трактат о деле тамплиеров» (Tractatus brevis super facto Templariorum, 1308);
- «О двух природах в Иисусе Христе» (De duabus naturis in Persona Christi);
- «О познании души» (De cognitione animae);
- «Сумма о церковной власти» (Summa de potestate ecclesiastica, 1326; 1548);
- Tractatus brevis de duplici potestate praelatorum et laicorum.